# João Mendes de Jesus
João Mendes de Jesus (Aurelino Leal-BA – 27 de janeiro de 1953) é um político brasileiro. Aos 18 anos deixou a cidade natal e passou a residir no Rio de Janeiro, onde prestou serviço militar ao Exército Brasileiro e se formou em Economia, pela Universidade Gama Filho. Trabalhou em empresas públicas como Banco Central do Brasil, Secretaria Municipal da Fazenda e Empresa Brasileira de Telecomunicações (Embratel), a exercer atividades administrativas. Desligou-se da Embratel em 1986, quando assumiu a função de pastor evangélico da Igreja Universal do Reino de Deus.
Em sua vida missionária dirigiu igrejas nos municípios de Duque de Caxias, Nilópolis, Nova Iguaçu e Campos dos Goytacazes, cidades do Estado do Rio de Janeiro. Passou como segundo pastor do Estado da Bahia, e foi responsável pelas igrejas no Estado do Piauí. Entre 1994 e 1999, foi nomeado diretor da Gráfica Universal, a ter como responsabilidade o desenvolvimento e modernização do parque gráfico, além de publicações como o periódico semanal Folha Universal. Como reconhecimento por seu empenho e dedicação, em 1996, foi consagrado a Bispo.
Como mérito da sua vida pública, em 1999, foi condecorado com o título de Cidadão Benemérito do Estado do Rio de Janeiro, sendo que, em 2001, com a Medalha Tiradentes, a principal comenda do Rio.
Eleito deputado federal, em 2002, mostrou atenção às questões sociais, a trabalhar em prol dos setores mais desprotegidos e sem voz ativa da sociedade, por intermédios de projetos e discursos em plenário, sempre a defender os interesses de pessoas que necessitam atenção maior por parte do Estado brasileiro, independente de setores e segmentos sociais.
ABSOLVIDO POR UNANIMIDADE NO ESCÂNDALO DOS SANGUESSUGAS
João Mendes de Jesus foi envolvido em 2006 no chamado Escândalo dos Sanguessugas, sendo que no mesmo ano desistiu de concorrer à reeleição para deputado federal, mas pouco tempo depois, em 2008, concorreu a vereador pelo PRB, que mudou o nome para Republicanos. O político foi eleito vereador por quatro mandatos consecutivos, exercidos no período entre 2009 e 2025, sempre a atuar na área social e trabalhar em prol da melhoria na qualidade de vida do povo carioca.
Quanto ao caso “Sanguessugas”, João Mendes de Jesus, que era na época deputado federal (2003/2007), foi considerado inocente em 2021 pela Justiça Federal, sendo que a ação de improbidade administrativa contra o parlamentar foi extinta a pedido do procurador da República, Luiz Eduardo Camargo Outeiro Hernandes, com atuação na Procuradoria da República, em Volta Redonda.
Por sua vez, o Juiz Federal Rafael Assis Alves absolveu João Mendes, a acatar o pedido de improcedência do próprio Ministério Público Federal (MPF), que constatou erro quanto à pessoa em razão de homonímia (pessoas com nomes iguais), além da não comprovação das acusações impetradas contra o parlamentar, que foi considerado inocente pela Justiça.
“O desfecho do processo que correu na Justiça há quase 20 anos confirmou a minha inocência e honradez. Durante todo esse tempo esperei para que fosse feita justiça ao meu nome, ainda que ela pareça demorada, o importante é que ela foi feita. Estou com a consciência tranquila e com coração em paz por poder ter provado a minha inocência aos meus colegas, amigos, irmãos, eleitores e à sociedade em geral” — afirma o João Mendes de Jesus.